# Конюхи (Логойський район)
Конюхи — (біл. вёска Конюхі), село (веска) в складі Логойського району розташоване в Мінській області Білорусі, підпорядковане Заріченській сільській раді.
Село Конюхи розташоване в центральних районах Білорусі, у північній частині Мінської області - орієнтовне розташування [Архівовано 22 червня 2007 у Wayback Machine.].